# Gran Premio del Brasile 2004
Il Gran Premio del Brasile 2004 è stato un Gran Premio di Formula 1 disputato il 24 ottobre 2004 sul circuito di Interlagos. La gara, ultima della stagione 2004, è stata vinta da Juan Pablo Montoya, alla sua ultima corsa con la BMW Williams. Inoltre, è stata l'ultima gara in Formula 1 per Ricardo Zonta, Gianmaria Bruni e Zsolt Baumgartner tra i piloti, e per la Jaguar tra i team.
Fu anche l'ultima gara a cui prese parte il dottor Sid Watkins nel ruolo di ufficiale medico.

## Prima della gara
Come previsto, Olivier Panis cede il suo posto a Ricardo Zonta per l'ultima gara in programma; il brasiliano corre al fianco di Jarno Trulli.

## Qualifiche
Nel Gran Premio di casa, Barrichello conquista la pole position, davanti Montoya e Räikkönen. Quarto tempo per Massa, che eguaglia davanti al proprio pubblico la migliore prestazione in qualifica della sua carriera; seguono Button, Sato, Ralf Schumacher e Alonso. Michael Schumacher è retrocesso in diciottesima posizione in seguito alla sostituzione del motore sulla sua vettura.

### Classifica
| Pos | No | Pilota               | Costruttore        | Tempo       | Distacco |
| --- | -- | -------------------- | ------------------ | ----------- | -------- |
| 1   | 2  | Rubens Barrichello   | Ferrari            | 1:10.646    |          |
| 2   | 3  | Juan Pablo Montoya   | Williams - BMW     | 1:10.850    | +0.204   |
| 3   | 6  | Kimi Räikkönen       | McLaren - Mercedes | 1:10.892    | +0.246   |
| 4   | 12 | Felipe Massa         | Sauber - Petronas  | 1:10.922    | +0.276   |
| 5   | 9  | Jenson Button        | BAR - Honda        | 1:11.092    | +0.446   |
| 6   | 10 | Takuma Satō          | BAR - Honda        | 1:11.120    | +0.474   |
| 7   | 4  | Ralf Schumacher      | Williams - BMW     | 1:11.131    | +0.485   |
| 8   | 9  | Fernando Alonso      | Renault            | 1:11.454    | +0.808   |
| 9   | 16 | Jarno Trulli         | Toyota             | 1:11.483    | +0.837   |
| 10  | 11 | Giancarlo Fisichella | Sauber - Petronas  | 1:11.571    | +0.925   |
| 11  | 14 | Mark Webber          | Jaguar - Cosworth  | 1:11.665    | +1.021   |
| 12  | 5  | David Coulthard      | McLaren - Mercedes | 1:11.750    | +1.104   |
| 13  | 7  | Jacques Villeneuve   | Renault            | 1:11.836    | +1.190   |
| 14  | 17 | Ricardo Zonta        | Toyota             | 1:11.974    | +1.328   |
| 15  | 15 | Christian Klien      | Jaguar - Cosworth  | 1:12.211    | +1.465   |
| 16  | 18 | Nick Heidfeld        | Jordan - Cosworth  | 1:12.829    | +2.183   |
| 17  | 19 | Timo Glock           | Jordan - Cosworth  | 1:13.502    | +2.856   |
| 18  | 1  | Michael Schumacher   | Ferrari            | 1:11.386    | +0.740   |
| 19  | 20 | Gianmaria Bruni      | Minardi - Cosworth | Senza tempo | /        |
| 20  | 21 | Zsolt Baumgartner    | Minardi - Cosworth | 1:13.550    | +2.904   |

## Gara
La gara parte con un asfalto umido; la maggior parte dei piloti monta gomme intermedie, solo Alonso, Villeneuve e Coulthard optano per le coperture da asciutto. Al via, Barrichello mantiene la testa della corsa, ma il pilota brasiliano viene passato dopo poche curve da Räikkönen; parte invece male Montoya, che retrocede al quarto posto. Ben presto le gomme intermedie si rivelano inadatte al tracciato, che va asciugandosi; il primo a montare pneumatici da asciutto è Ralf Schumacher, nel corso del 4º passaggio. Ben presto, il pilota tedesco è imitato da tutti gli altri; passa così al comando della corsa Alonso. Nel frattempo, Räikkönen e Montoya danno vita ad un intenso duello in uscita dalla pit lane, con il colombiano che ha la meglio sul rivale. Dopo i cambi gomme, Alonso conduce davanti a Montoya, Räikkönen, Ralf Schumacher, Sato, Barrichello, Villeneuve e Coulthard; lo spagnolo cede il primo posto al colombiano al termine della 18ª tornata, quando torna ai box per rifornire.
Al 23º passaggio, Webber tenta il sorpasso sul compagno di squadra Klien, che chiude la traiettoria; i due vengono a contatto e l'australiano è costretto al ritiro, mentre Klien torna ai box per riparare la propria vettura. In testa alla corsa, Räikkönen segue da vicino Montoya, ma il pilota della Williams lo controlla senza particolari problemi. Più indietro, Barrichello tenta di recuperare su Sato. La seconda serie di pit stop non porta cambiamenti di posizione tra questi quattro piloti, ma permette ad Alonso di risalire al terzo posto, davanti a Ralf Schumacher. Al 32º passaggio, però, Sato compie un errore alla prima frenata, cedendo il quinto posto a Barrichello. Montoya conquista un buon vantaggio su Räikkönen, alla guida di una vettura più carica di carburante.
La terza serie di pit stop si rivela decisiva: Alonso, unico tra i piloti di testa ad effettuare due soste, rifornisce al 47º passaggio, imitato in sequenza da Ralf Schumacher, Barrichello, Montoya e Michael Schumacher, rientrati ai box contemporaneamente al 50º giro. Räikkönen, in testa alla corsa, spinge al massimo per cercare di sopravanzare il rivale; quando anche il finlandese effettua il suo pit stop, al 55º passaggio, torna in pista staccato di un solo secondo da Montoya. Dietro, Barrichello ha la meglio sui diretti avversari nel duello per la terza posizione; alle sue spalle, si forma un trenino di vetture molto vicine, con Alonso che precede di pochi decimi Sato, Ralf Schumacher e Michael Schumacher. In testa alla corsa, Räikkönen prova inutilmente a mettere pressione a Montoya, ma il colombiano non si lascia distrarre e conquista la prima vittoria stagionale davanti a Räikkönen, Barrichello, Alonso, Ralf Schumacher (che negli ultimi giri ha la meglio su Sato), Sato, Michael Schumacher e Massa. 
Con il terzo posto Barrichello giunge al traguardo nel Gran Premio di casa per la prima volta dal 1994 (è stato costretto al ritiro per ben nove edizioni consecutive, dal 1995 al 2003), ottenendo tra l'altro il suo miglior risultato in Formula 1 in questa pista.

### Classifica
| Pos      | No | Pilota               | Costruttore        | Giri | Tempo/Ritiro e posizione al ritiro/Media | Partenza | Punti |
| -------- | -- | -------------------- | ------------------ | ---- | ---------------------------------------- | -------- | ----- |
| 1        | 3  | Juan Pablo Montoya   | Williams - BMW     | 71   | 1:28:01.451 - 208.516 km/h               | 2        | 10    |
| 2        | 6  | Kimi Räikkönen       | McLaren - Mercedes | 71   | +1.022                                   | 3        | 8     |
| 3        | 2  | Rubens Barrichello   | Ferrari            | 71   | +24.099                                  | 1        | 6     |
| 4        | 8  | Fernando Alonso      | Renault            | 71   | +48.908                                  | 8        | 5     |
| 5        | 4  | Ralf Schumacher      | Williams - BMW     | 71   | +49.740                                  | 7        | 4     |
| 6        | 10 | Takuma Satō          | BAR - Honda        | 71   | +50.248                                  | 6        | 3     |
| 7        | 1  | Michael Schumacher   | Ferrari            | 71   | +50.626                                  | 18       | 2     |
| 8        | 12 | Felipe Massa         | Sauber - Petronas  | 71   | +1:02.310                                | 4        | 1     |
| 9        | 11 | Giancarlo Fisichella | Sauber - Petronas  | 71   | +1:03.842                                | 10       |       |
| 10       | 7  | Jacques Villeneuve   | Renault            | 70   | +1 giro                                  | 13       |       |
| 11       | 5  | David Coulthard      | McLaren - Mercedes | 70   | +1 giro                                  | 12       |       |
| 12       | 16 | Jarno Trulli         | Toyota             | 70   | +1 giro                                  | 9        |       |
| 13       | 17 | Ricardo Zonta        | Toyota             | 70   | +1 giro                                  | 14       |       |
| 14       | 15 | Christian Klien      | Jaguar - Cosworth  | 69   | +2 giri                                  | 15       |       |
| 15       | 19 | Timo Glock           | Jordan - Cosworth  | 69   | +2 giri                                  | 17       |       |
| 16       | 21 | Zsolt Baumgartner    | Minardi - Cosworth | 67   | +4 giri                                  | 20       |       |
| 17       | 20 | Gianmaria Bruni      | Minardi - Cosworth | 67   | +4 giri                                  | 19       |       |
| Ritirato | 14 | Mark Webber          | Jaguar - Cosworth  | 23   | Collisione con C.Klien                   | 11       |       |
| Ritirato | 18 | Nick Heidfeld        | Jordan - Cosworth  | 15   | Cambio (18°)                             | 16       |       |
| Ritirato | 9  | Jenson Button        | BAR - Honda        | 3    | Motore (3°)                              | 5        |       |

## Classifiche

### Piloti
| Pos. | Pilota               | Punti |
| ---- | -------------------- | ----- |
| 1    | Michael Schumacher   | 148   |
| 2    | Rubens Barrichello   | 114   |
| 3    | Jenson Button        | 85    |
| 4    | Fernando Alonso      | 59    |
| 5    | Juan Pablo Montoya   | 58    |
| 6    | Jarno Trulli         | 46    |
| 7    | Kimi Räikkönen       | 45    |
| 8    | Takuma Satō          | 34    |
| 9    | Ralf Schumacher      | 24    |
| 9    | David Coulthard      | 24    |
| 11   | Giancarlo Fisichella | 22    |
| 12   | Felipe Massa         | 12    |
| 13   | Mark Webber          | 7     |
| 14   | Olivier Panis        | 6     |
| 14   | Antônio Pizzonia     | 6     |
| 16   | Christian Klien      | 3     |
| 16   | Cristiano da Matta   | 3     |
| 16   | Nick Heidfeld        | 3     |
| 19   | Timo Glock           | 2     |
| 20   | Zsolt Baumgartner    | 1     |

### Costruttori
| Pos. | Team               | Punti |
| ---- | ------------------ | ----- |
| 1    | Ferrari            | 262   |
| 2    | BAR - Honda        | 119   |
| 3    | Renault            | 105   |
| 4    | Williams - BMW     | 88    |
| 5    | McLaren - Mercedes | 69    |
| 6    | Sauber - Petronas  | 34    |
| 7    | Jaguar - Cosworth  | 10    |
| 8    | Toyota             | 9     |
| 9    | Jordan - Cosworth  | 5     |
| 10   | Minardi - Cosworth | 1     |

## Fonti
Tutti i dati statistici provengono da Autosprint n.43/2004
o da  LiveDecade.com. URL consultato l'11 marzo 2009 (archiviato dall'url originale il 3 novembre 2005).